# Patentkork

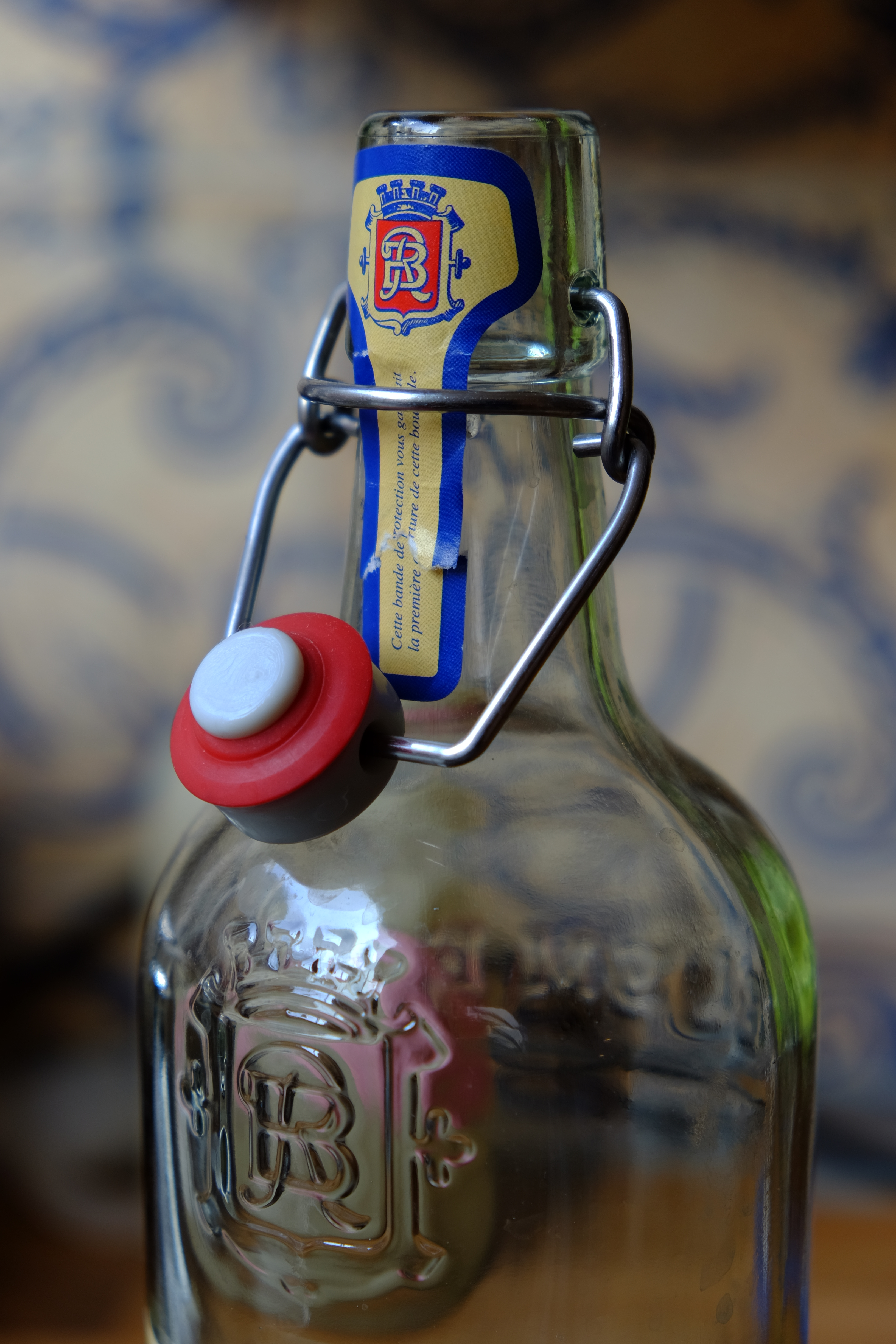
Flaska med bygelkork

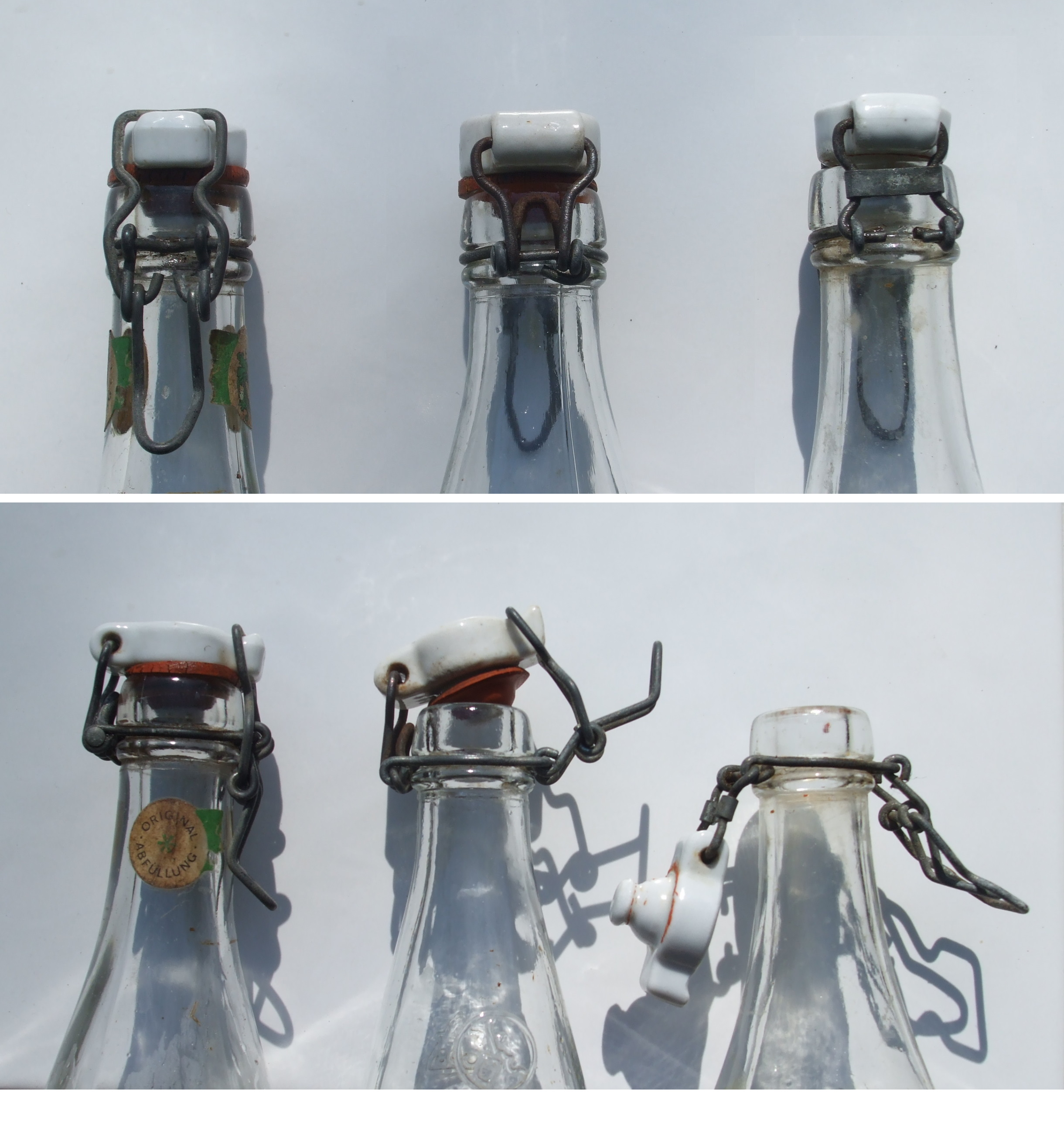
Patentkork för mineralvattenflaska.

En patentkork, eller bygelkork, är en typ av återförslutningsbar kork som används på för korken avsedda flaskor. Konstruktionen utgörs av en porslins- eller plastpropp med tätning av en gummiring som hålls fast av en bygel. Bygeln är fäst i flaskans hals i för ändamålet utformade spår eller urtag. Korken kan normalt öppnas för hand, utan hjälpmedel som flasköppnare, och återförslutas.
Korken, som uppfanns i Berlin år 1875 av Carl Dietrich,   vidareutvecklades av bland andra Hermann Grauel från Magdeburg, som tog patent på den 1877.
I Sverige har Grauels korktyp, som förbättrades 1896 för användning för mineralvattenflaskor, varit vanligast. En större variant med samma konstruktion användes på damejeanner för svagdricka. 
Wilhelm Meinhardt i Stockholm fick till en början ensamrätten på försäljningen i Sverige och angav det vanligen på porslinskorkarna till dessa flaskor, därav fick de namnet patentkork. En annan variant med kork i glas patenterades 1902 av Isak Strandh och tillverkades vid Sunds glasbruk. Den fick viss spridning i Sverige men försvann ganska snart.